# Uniwersytet w Zenicy
Uniwersytet w Zenicy (bośn. Univerzitet u Zenici) – bośniacka publiczna uczelnia wyższa, zlokalizowana w Zenicy.

## Historia
Za początek szkolnictwa wyższego w Zenicy uważa się rok 1959, w którym miało miejsce utworzenie Wyższej Szkoły Metalurgicznej. Szkoła ta, w 1961 roku, została przekształcona w Wydział Metalurgiczny Uniwersytetu w Sarajewie. W 1977 roku oddzielono od niego zakłady zajmujące się inżynierią mechaniczną, tworząc Wydział Mechaniczny. 
W czasie wojny w Bośni i Hercegowinie w Zenicy działały filie wydziałów elektrotechnicznego i medycznego Uniwersytetu w Tuzli. W 1993 roku w Zenicy utworzono Islamską Akademię Pedagogiczną. 
18 października 2000 na bazie działających w Zenicy wydziałów utworzono samodzielny uniwersytet. 

## Struktura organizacyjna
W ramach uczelni funkcjonują następujące jednostki:
- Wydział Ekonomii
- Wydział Pedagogiczny
- Wydział Zdrowia
- Wydział Pedagogiki Islamskiej
- Wydział Prawa
- Wydział Inżynierii Mechanicznej
- Wydział Metalurgii i Technologii
- Wydział Filozofii
- Wydział Politechniczny